# 5940 Feliksobolev
5940 Feliksobolev eller 1981 TJ4 är en asteroid i huvudbältet som upptäcktes den 8 oktober 1981 av den ryska astronomen Ljudmila Tjernych vid Krims astrofysiska observatorium på Krim. Den är uppkallad efter den sovjetisk-ukrainske filmregissören Feliks Soboljev (1931–1984).
Asteroiden har en diameter på ungefär tolv kilometer och tillhör asteroidgruppen Eos.